# Sem Wensveen
Sem Wensveen (* 10. April 1998 in Kranj) ist eine ehemalige niederländische Tennisspielerin und Model.

## Karriere
Wensveen begann mit fünf Jahren das Tennisspielen und spielt vor allem auf der ITF Women’s World Tennis Tour, wo sie einen Titel im Doppel gewinnen konnte.
2019 wurden Wensveen und ihre Doppelpartnerin Dominique Karregat niederländischer Doppelmeister.

## Model und Privates
Wensveen ist eine beliebte Influencerin auf Instagram, wo sie Lifestyle-Fotos für über 40.000 Fans veröffentlicht. Als Model ist sie unter anderem für die Marke Hunkemöller tätig. Bis 2018 hatte Sem Wensveen eine Beziehung zum ehemaligen Kandidaten Vinchenzo von The Voice of Holland. 2018 hatte sie eine Beziehung mit dem Model Montell van Leijen, der Teilnehmer bei Hollands Next Top Model im Jahr 2017 war.
2020 wurde Sem Wensveen auf Platz 9 der schönsten niederländischen Sportlerinnen von den Lesern des Männermagazins FHM gewählt.

## Turniersiege

### Doppel
| Nr. | Datum              | Turnier | Kategorie   | Belag | Partnerin          | Finalgegnerinnen             | Ergebnis         |
| --- | ------------------ | ------- | ----------- | ----- | ------------------ | ---------------------------- | ---------------- |
| 1.  | 21. September 2019 | Kairo   | ITF $15.000 | Sand  | Dominique Karregat | Minami Akiyama Sosia Kardawa | 6:1, 4:6, [10:4] |